# Chambre de commerce et d'industrie de Nîmes-Bagnols-Uzès-Le Vigan
La chambre de commerce et d'industrie de Nîmes-Bagnols-Uzès-Le Vigan est l'une des 2 CCI du département du Gard. Son siège est à Nîmes au 12 rue de la République.
Elle fait partie de la chambre régionale de commerce et d'industrie du Languedoc-Roussillon.
La chambre a 4 relais à Vauvert, Bagnols-sur-Cèze, Le Vigan et Beaucaire.

## Organisation

### Présidents
- 1838-1842 : Émile Delacorbière

[...]
- ?-1865 : Louis Lafitte
- 1865-? : Léonce Guiraud
- années 1880 : Marcellin Meynard-Auquie

[...]
- années 1940 : Paul Ribard
- 1945-1966 : Pierre Gamel

[...]
- 1974-1988 : Pierre Lanvers
- 1988-2000 : Yves Gille
- 2000-2009 : Denis Volpilière
- 2010-2012 : Éric Giraudier
- 2012-2014 : Henry Douais
- 2014-2016 : Éric Giraudier

### Directeurs généraux
- 1946-1986 : Jean Lasserre[1]

[...]
- 2012-2016 : Vincent Martin

## Missions
À ce titre, elle est un organisme chargé de représenter les intérêts des entreprises commerciales, industrielles et de service de l'arrondissement de Nîmes et de leur apporter certains services. C'est un établissement public qui gère en outre des équipements au profit de ces entreprises.
Comme toutes les CCI, elle est placée sous la double tutelle du Ministère de l'Industrie et du Ministère des PME, du Commerce et de l'Artisanat.

### Service aux entreprises
- Centre de formalités des entreprises
- Assistance technique au commerce
- Assistance technique à l'industrie
- Assistance technique aux entreprises de service
- Point A (apprentissage)

### Gestion d'équipements
- ZAC Georges Besse à Nîmes ;
- Centre routier ;
- Port Ardoise à Laudun-l'Ardoise ;
- Cyclotron ;
- Usine relais Garons ;
- Pépinières de Nîmes ; Innovation 2 et Innovation 3
- Espace de métrologie ;
- Parc des Expositions de Nîmes

### Centres de formation
- Lycée de la CCI de Nîmes ;
- CFA de la CCI de Nîmes à Marguerittes ;
- Centre d'enseignement Formeum, formation professionnelle continue. ;
- IFAG Nîmes Sud-Est.

## Historique
- 24 mars 1803 : Création de la chambre de Commerce de Nîmes.
- 1883 : Formation des premiers apprentis.
- 30 avril 1909 : Séparation en 2 de la chambre avec la création de la chambre de commerce et d'industrie d'Alès Cévennes.
- 1923 : Une chambre d'apprentissage est installée dans le Gard subventionnée par la chambre de Commerce
- 1936 : La chambre de Commerce et d'Industrie de Nîmes s'installe au numéro 12 de la rue de la République dans un ancien hôpital.
- 1988 : Création de l'EERIE, école d'ingénieur (École pour les Études et la Recherche en Informatique et Électronique).
- 2005 : Création de l'IFAG, école de commerce (Institut de formation aux affaires et à la gestion).
- 2016 : disparition et remplacement par la chambre de commerce et d'industrie du Gard

## Pour approfondir